# Alagawadi, Navalgund
Alagawadi là một làng thuộc tehsil Navalgund, huyện Dharwad, bang Karnataka, Ấn Độ.